# SOS vertu !
Pour plus de détails, voir Fiche technique et Distribution.
SOS vertu ! (titre original : Wise Girl) est un film américain réalisé par Leigh Jason, sorti en 1937.

## Fiche technique
- Titre : SOS vertu !
- Titre original : Wise Girl
- Réalisation : Leigh Jason
- Assistant-réalisateur : Kenneth Holmes
- Scénario : Allan Scott, Charles Norman
- Photographie : J. Peverell Marley
- Montage : Jack Hively
- Musique : Roy Webb, Albert Hay Malotte (non crédité),  Nathaniel Shilkret (non crédité), Max Steiner (non crédité)
- Direction artistique : Van Nest Polglase
- Décors :
- Costumes :
- Son : Denzil A. Cutler
- Producteur : Edward Kaufman
- Producteur exécutif : Samuel J. Briskin
- Société de production : RKO Radio Pictures
- Société de distribution : RKO Radio Pictures (États-Unis)
- Pays de production:  États-Unis
- Langue : anglais américain, italien, russe, français
- Format : Noir et blanc — 35 mm — 1,37:1 — Son : Mono (RCA Victor System)
- Genre : Comédie dramatique
- Durée : 70 minutes (1 h 10)
- Dates de sortie : 
  - États-Unis : 31 décembre 1937
  - France : 23 février 1938

## Distribution
- Miriam Hopkins : Susan Fletcher
- Ray Milland : John O'Halloran
- Walter Abel : Karl
- Henry Stephenson : Mr. Fletcher
- Alec Craig : Dermont O'Neil
- Guinn 'Big Boy' Williams : Mike
- Betty Philson : Joan
- Marianna Strelby : Katie
- Margaret Dumont : Mrs. Bell-Rivington
- Jean De Briac : George
- Ivan Lebedeff : Prince Michael
- Rafael Alcayde : Prince Ivan
- Gregory Gaye : Prince Leopold
- Richard Lane : Detective
- Tom Kennedy : Detective